# Gran Premio motociclistico di Cecoslovacchia 1981
Il Gran Premio motociclistico di Cecoslovacchia 1981 fu il quattordicesimo e ultimo appuntamento del motomondiale 1981.
Si svolse il 30 agosto 1981 sul circuito di Brno e vide la vittoria di Anton Mang nelle classi 350 e 250, di Theo Timmer nella classe 50 e di Rolf Biland nei sidecar.
Durante la gara della 250, Alain Béraud è caduto, per poi ripartire. Ma circa due chilometri dopo, cade nuovamente a causa di problemi ai freni (probabilmente danneggiati durante la prima caduta), andandosi a schiantare contro un guardrail. Muore il giovedì successivo in ospedale.

## Classe 350

### Arrivati al traguardo
| Pos | Pilota              | Moto     | Tempo     | Griglia | Punti |
| --- | ------------------- | -------- | --------- | ------- | ----- |
| 1   | Anton Mang          | Kawasaki | 48:42.770 | 1       | 15    |
| 2   | Jean-François Baldé | Kawasaki | +1:23.950 | 4       | 12    |
| 3   | Gustav Reiner       | Yamaha   | +1:39.490 | 5       | 10    |
| 4   | Wolfgang von Muralt | Yamaha   | +1:42.290 | 7       | 8     |
| 5   | Jacques Cornu       | Yamaha   | +1:43.460 |         | 6     |
| 6   | Mar Schouten        | Yamaha   | +1:44.060 | 15      | 5     |
| 7   | Reino Eskelinen     | Yamaha   | +1:44.700 | 14      | 4     |
| 8   | Martin Wimmer       | Yamaha   | +1:48.020 | 6       | 3     |
| 9   | René Delaby         | Yamaha   | +1:48.020 | 10      | 2     |
| 10  | Paolo Ferretti      | Yamaha   | +1:51.200 | 12      | 1     |
| 11  | Tony Head           | Yamaha   | +2:01.620 |         |       |
| 12  | Graeme Geddes       | Yamaha   | +2:26.260 |         |       |
| 13  | Attilio Riondato    | Yamaha   | +3:26.260 | 23      |       |
| 14  | Claude Berger       | Yamaha   | +3:26.700 |         |       |
| 15  | Roger Sibille       | Yamaha   | +3:27.040 | 17      |       |
| 16  | Franz Kaserer       | Yamaha   | +3:35.100 | 33      |       |
| 17  | Herbert Hauf        | Yamaha   | +3:59.170 |         |       |
| 18  | Rinus van Kasteren  | Yamaha   | +4:23.620 | 25      |       |
| 19  | Nedy Crotta         | Yamaha   | +1 giro   | 37      |       |
| 20  | Árpád Juhos         | Yamaha   | +1 giro   |         |       |

### Ritirati
| Pilota             | Moto   | Motivo | Griglia |
| ------------------ | ------ | ------ | ------- |
| Patrick Fernandez  | Yamaha |        | 3       |
| Didier de Radiguès | Yamaha |        | 2       |
| Walter Villa       | Yamaha |        | 18      |
| Edwin Weibel       | Yamaha |        | 16      |
| Bohumil Stasa      | Yamaha |        | 31      |
| Steve Williams     | Yamaha |        | 34      |
| Siegfried Minich   | Bartol |        | 8       |
| Walter Hoffmann    | Yamaha |        | 27      |
| Eero Hyvärinen     | Yamaha |        | 28      |
| Pierre Bolle       | Yamaha |        | 9       |
| Frédérigue Duval   | Yamaha |        | 30      |
| Bruno Kneubühler   | Yamaha |        | 11      |
| Pekka Nurmi        | Yamaha |        | 13      |
| Herbert Hauf       | FKN    |        | 21      |
| Peter Balaz        | Yamaha |        | 36      |

## Classe 250

### Arrivati al traguardo
| Pos | Pilota                 | Moto     | Tempo     | Griglia | Punti |
| --- | ---------------------- | -------- | --------- | ------- | ----- |
| 1   | Anton Mang             | Kawasaki | 42:43.250 | 1       | 15    |
| 2   | Roland Freymond        | Yamaha   | +26.240   | 2       | 12    |
| 3   | Jean-Louis Tournadre   | Yamaha   | +29.350   | 7       | 10    |
| 4   | Didier de Radiguès     | Yamaha   | +29.900   | 11      | 8     |
| 5   | Roger Sibille          | Yamaha   | +40.200   | 9       | 6     |
| 6   | Paolo Ferretti         | Yamaha   | +40.650   | 13      | 5     |
| 7   | Jean-Louis Guignabodet | Kawasaki | +40.960   | 12      | 4     |
| 8   | Martin Wimmer          | Yamaha   | +49.520   | 3       | 3     |
| 9   | Jean-François Baldé    | Kawasaki | +49.910   | 5       | 2     |
| 10  | Siegfried Minich       | Yamaha   | +1:12.180 |         | 1     |
| 11  | Bruno Kneubühler       | Rotax    | +1:13.850 |         |       |
| 12  | Franco Marchegiani     | Yamaha   | +1:14.250 | 18      |       |
| 13  | Jacques Cornu          | Yamaha   | +1:29.310 | 20      |       |
| 14  | Guy Batesti            | Yamaha   | +1:31.910 | 19      |       |
| 15  | André Gouin            | Yamaha   | +1:37.860 | 23      |       |
| 16  | Manfred Obinger        | Yamaha   | +1:38.250 |         |       |
| 17  | Karl-Thömas Grassel    | Yamaha   | +1:38.940 | 21      |       |
| 18  | Pierre Tocco           | Yamaha   | +1:39.150 | 22      |       |
| 19  | Walter Villa           | Yamaha   | +2:00.490 | 28      |       |
| 20  | Pier Paolo Bianchi     | MBA      | +2:00.750 | 31      |       |
| 21  | Jean-Jacques Peyre     | Yamaha   | +2:12.240 | 27      |       |
| 22  | August Auinger         | Rotax    | +2:13.570 |         |       |
| 23  | Gerhard Singer         | Yamaha   | +2:40.560 | 34      |       |
| 24  | Eero Hyvärinen         | Yamaha   | +2:41.280 |         |       |
| 25  | Graeme Geddes          | Yamaha   | +2:56.840 | 39      |       |
| 26  | Bohamil Stasa          | Yamaha   | +2:56.840 | 25      |       |
| 27  | Steve Williams         | Yamaha   | +3:24.650 | 38      |       |
| 28  | Peter Balaz            | Yamaha   | +3:26.870 |         |       |

### Ritirati
| Pilota             | Moto      | Motivo | Griglia |
| ------------------ | --------- | ------ | ------- |
| Frédérigue Duval   | Yamaha    |        | 29      |
| Richard Schlachter | Yamaha    |        | 34      |
| Hervé Guilleux     | Siroko    |        | 15      |
| Jean-Marc Toffolo  | Armstrong |        | 6       |
| Patrick Fernandez  | Yamaha    |        | 10      |
| Pekka Nurmi        | Yamaha    |        | 14      |
| Alain Beraud       | Yamaha    |        | 26      |
| Jacques Bolle      | Yamaha    |        | 16      |
| Loris Reggiani     | Yamaha    |        | 17      |
| Herbert Hauf       | FKN       |        | 36      |

### Non qualificati
| Pilota         | Moto       |
| -------------- | ---------- |
| Paolo Pileri   | Morbidelli |
| Edi Stöllinger | Kawasaki   |

## Classe 50

### Arrivati al traguardo
| Pos | Pilota              | Moto       | Tempo     | Griglia | Punti |
| --- | ------------------- | ---------- | --------- | ------- | ----- |
| 1   | Theo Timmer         | Bultaco    | 38:40.140 | 2       | 15    |
| 2   | Giuseppe Ascareggi  | Minarelli  | +12.090   | 5       | 12    |
| 3   | Reiner Kunz         | Kreidler   | +25.000   | 19      | 10    |
| 4   | Hagen Klein         | Kreidler   | +26.560   | 3       | 8     |
| 5   | Hans-Jürgen Hummel  | Sachs      | +39.050   | 7       | 6     |
| 6   | Rolf Blatter        | Kreidler   | +57.880   | 6       | 5     |
| 7   | Claudio Lusuardi    | Moto Villa | +1:31.350 | 8       | 4     |
| 8   | George Looijesteijn | Kreidler   | +1:44.770 | 14      | 3     |
| 9   | Günter Schirnhofer  | Kreidler   | +1:49.590 |         | 2     |
| 10  | Kasimir Rapczynski  | Kreidler   | +1:49.970 | 11      | 1     |
| 11  | Rainer Scheidhauer  | Kreidler   | +2:09.070 | 16      |       |
| 12  | Jos van Dongen      | Kreidler   | +2:09.390 | 25      |       |
| 13  | Yves Dupont         | Kreidler   | +2:10.610 | 10      |       |
| 14  | Zbynek Havdra       | Kreidler   | +2:41.870 | 23      |       |
| 15  | Klaus Kull          | Kreidler   | +3:19.490 | 27      |       |
| 16  | Reiner Koster       | Kreidler   | +3:43.630 | 32      |       |
| 17  | Chris Baert         | Kreidler   | +1 giro   | 28      |       |
| 18  | Zbynek Havdra Jr    | Kreidler   | +1 giro   | 26      |       |
| 19  | Henk van Kessel     | Kreidler   | + 1 giro  | 4       |       |
| 20  | Mika-Sakari Kumo    | Kreidler   | +1 giro   |         |       |
| 21  | Dirk van der Donckt | Kreidler   | + 1 giro  | 36      |       |
| 22  | Bedřich Fendrich    | Juventa    | +1 giro   |         |       |

### Ritirati
| Pilota            | Moto     | Motivo | Griglia |
| ----------------- | -------- | ------ | ------- |
| Stefan Dörflinger | Kreidler |        | 1       |
| Otto Machinek     | Kreidler |        | 15      |
| Jiři Safránek     | Kreidler |        | 30      |
| Gerhard Singer    | Kreidler |        | 21      |
| Michel de Poligny | Kreidler |        | 38      |
| Ramon Gali        | Kreidler |        | 12      |
| Joe Genoud        | RYB      |        | 13      |
| Thomas Engl       | PCR      |        | 29      |
| Hans Spaan        | Kreidler |        | 24      |

## Classe sidecar
I sidecar arrivano all'ultima gara stagionale con il titolo matematicamente già assegnato a Rolf Biland-Kurt Waltisperg; l'equipaggio svizzero ottiene comunque la quinta vittoria consecutiva precedendo al traguardo di misura Alain Michel-Michael Burkhard, secondi anche nel mondiale. Sul podio sale anche l'equipaggio britannico Derek Jones-Brian Ayres.
La classifica finale vede Rolf Biland a 127 punti, Michel a 106 e il campione uscente Jock Taylor (assente in questo GP) terzo a 87.

### Arrivati al traguardo
| Pos | Pilota           | Passeggero       | Moto          | Tempo    | Punti |
| --- | ---------------- | ---------------- | ------------- | -------- | ----- |
| 1   | Rolf Biland      | Kurt Waltisperg  | LCR-Yamaha    | 39'11"33 | 15    |
| 2   | Alain Michel     | Michael Burkhard | Seymaz-Yamaha | 39'12"05 | 12    |
| 3   | Derek Jones      | Brian Ayres      | ?-Yamaha      | 39'46"12 | 10    |
| 4   | Werner Schwärzel | Andreas Huber    | Seymaz-Yamaha | 40'02"53 | 8     |
| 5   | Masato Kumano    | Kunio Takeshima  | LCR-Yamaha    | 40'14"09 | 6     |
| 6   | Egbert Streuer   | Charles Vroegop  | LCR-Yamaha    | 40'21"86 | 5     |
| 7   | Mick Boddice     | Chas Birks       | ?-Yamaha      |          | 4     |
| 8   | Jesco Höckert    | Thomas Riedel    | Busch-Yamaha  |          | 3     |
| 9   | Gérald Corbaz    | Yvan Hunziker    | ?-Yamaha      |          | 2     |
| 10  | Patrick Thomas   | Harry Hoffmann   | Seymaz-Yamaha |          | 1     |